# 芯片组

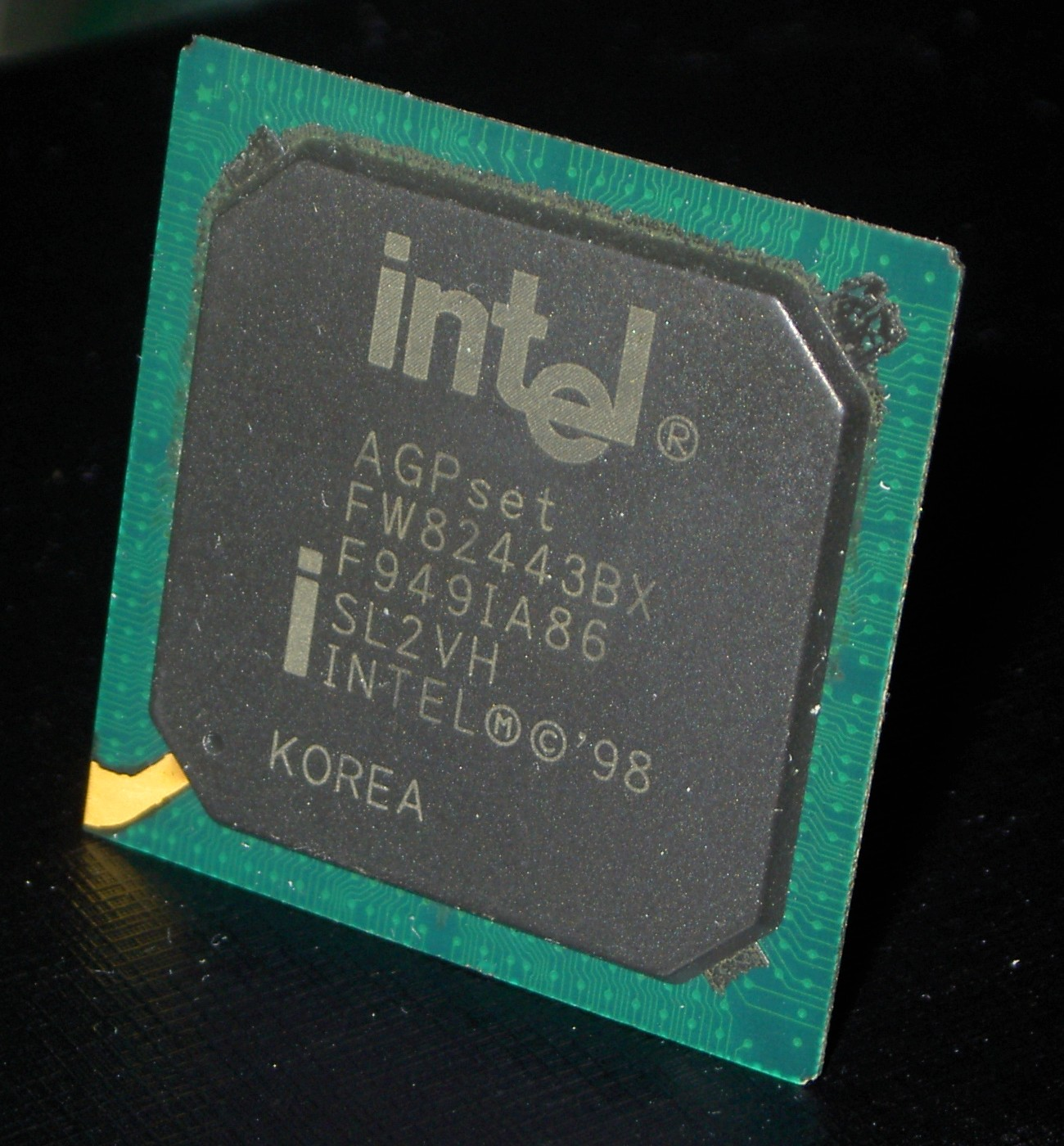
一塊1998年韩国產的Intel 440BX芯片組，綠色基板的邊長約35mm。

，指的是一類由好幾個微芯片組合而成的完整芯片，它负责将电脑的处理器和和其它部份連接，以便能互傳數據。芯片组在它所诞生的1980年代时是由多顆微芯片組成的，但是隨著科技的进步，芯片組先是從2000年代開始簡化為南桥和北桥兩顆晶片，再於2010年代簡化為單獨一顆的南橋晶片，目前世界上的芯片组均以单一的南桥芯片为主流。

## 原理

芯片組的方塊圖，顯示了各芯片分別負責的功能和互聯關係。

在电子计算机领域，“芯片组”术语通常是特指计算机主板上的南橋或北橋芯片。当讨论基于x86处理器的个人电脑时，芯片组一词通常指两个主要的主板芯片组：南桥和北桥。早年的主板芯片組製造商包括NVIDIA（英伟达）、VIA（威盛）、SiS（矽統）、ALi（揚智）、ATI（冶天），但是自2008年以後，x86个人电脑/服务器晶片組製造商只剩下Intel（英特尔）、AMD（超微半導體）。
AMD Athlon 64已內建内存控制器，取代了北橋的内存控制器功能。從2009年的LGA 1156 Intel Core i3/i5/i7處理器開始，Intel平台也取消了北橋，將北橋的內建圖形處理器、内存控制器、高速PCIe控制器都內建於CPU中，主板上僅剩PCH南橋。AMD APU、AMD Ryzen、AMD EPYC也採用單晶片組設計，北橋被內置到CPU中，主板上的南橋被稱為AMD FCH。AMD Ryzen處理器、AMD EPYC處理器除了整合北橋外，還整合了部分南橋的功能。

## 晶片組廠商

### 仍在营业
- Intel（英特爾）
- AMD（超微半導體）

自Intel Core i3/i5/i7以後的Intel平台僅有Intel PCH晶片組可用。而AMD APU/AMD FX開始的AMD平台則只有AMD FCH晶片組可用。

### 被併購
- C&T（Chips and Technologies）－PC晶片組（EGA IBM PC兼容晶片組）與無晶圓廠（Fabless）半導體公司的最先開創者，1997年被Intel併購
- ATI（冶天）－被AMD併購，此後AMD/ATI不再提供Intel平台的晶片組[2]
- NexGen－被AMD併購[3]
- ULi（宇力）－自ALi（揚智）分離出的廠商，被NVIDIA（英伟达）併購
- VLSI（英语：VLSI Technology）－被飛利浦併購
- PicoPower－被美國國家半導體（National Semiconductor）併購
- ServerWorks（英语：ServerWorks）－開發服务器晶片組，被Broadcom（博通）併購

### 退出部分業務
- VIA（威盛）－已經退出个人电脑和服务器領域，目前僅有嵌入式晶片組

### 已退出市場
- ALi（揚智）－原為acer（宏碁）旗下半導體設計部門
- NVIDIA（輝達）
- OPTi－自C&T的研發團隊所分立出
- Forex－自SiS（矽統科技）的研發團隊所分立出
- Micron（美光）
- Weitek

## 相關列表
- ALi晶片組列表
- AMD晶片組列表
- ATI晶片組列表
- Intel晶片組列表
- NVIDIA晶片組列表
- SiS晶片組列表
- ULi晶片組列表
- VIA晶片組列表